# Bilir
Il Bilir (in russo Билир?) è un fiume della Siberia orientale, affluente di sinistra dell'Aldan (bacino idrografico della Lena). Si trova nella Sacha (Jacuzia), in Russia.
Il fiume scorre prevalentemente in direzione sud-orientale, ha una lunghezza  di 230 km, l'area del suo bacino è di 3 420 km². Sfocia nel fiume Aldan a 1 010 km dalla sua foce nella Lena.